# Feliks Cywiński
Feliks Cywiński ps. Ryś (ur. 24 maja 1902, zm. 1 lipca 1985) – polski inżynier, partyzant Armii Krajowej, uczestnik powstania warszawskiego, „Sprawiedliwy wśród Narodów Świata”.

## Życiorys

### Młodzieńcze lata
Był inżynierem. W 1928 r. ukończył Szkołę Podchorążych Lotnictwa. Wraz z żoną i dwójką dzieci mieszkał w Warszawie.

### II wojna światowa i ruch partyzancki
Podczas kampanii polskiej walczył jako dowódca pułku lotniczego naczelnego dowództwa.
W trakcie II wojny światowej mieszkał w Warszawie pod fałszywym nazwiskiem Stefan Rutkowski. W stopniu kapitana był członkiem Armii Krajowej. Pełnił funkcję oficera batalionu AK "Wigry".
Podczas powstania warszawskiego brał udział w walkach na Starym Mieście i Śródmieściu. Po zdobyciu przez batalion "Zośka" tzw. "Gęsiówki" (5 sierpnia 1944), Cywiński wybrał z grupy uwolnionych ponad czterdziestu Żydów, przeważnie z bojowym doświadczeniem nabytym w ŻOB (Żydowska Organizacja Bojowa) i ŻZW (Żydowski Związek Wojskowy) i dołączywszy ich do swoich dwudziestu czterech i utworzył z nich Pluton Żydowski w batalionie "Wigry". W ten sposób powstała jedyna żydowska jednostka Armii Krajowej biorąca udział w powstaniu. Wkrótce  kpt. Ryś" zdołał cały pluton uzbroić. Jego żołnierze wzięli udział w walkach w Pasażu Simonsa u zbiegu Nalewek z Długą, potem w obronie katedry św. Jana. Osiemnastu pozostałych przy życiu po upadku Starego Miasta przeszło kanałami do Śródmieścia i na Górny Czerniaków.

### Pomoc Żydom
Po likwidacji getta warszawskiego (maj 1943) ukrywał 26 osób pochodzenia żydowskiego, dla których potrzeb wynajmował mieszkania przy ul. Sapieżyńskiej 19 i 21, ul. Ciasnej 2 i na ul. Złotej. Aby opłacić wszystkie opłaty i kupić żywność, jego rodzice sprzedali willę, a jego przyjaciel Jan Bocheński sprzedał część ziemi. Wśród osób ukrywanych znajdowali się: Bursztyn, Jadzia Golewska, Elwira Grosfeld, Halinka, Aniela Karwowska, Regina i sierż. Wojska Polskiego Szmul Koenigswein z dwójką dzieci, Hela Koner, Maria Modzelewska, Urszula Rubinowicz z rodziną, Barbara Rychter, Rubinowicz i inni. Dodatkowo liczne osoby korzystały z pomocy w uzyskiwaniu fałszywych dokumentów, Kennkart i pomocy doraźnej w postaci pieniędzy lub żywności.
31 maja 1966 r. Instytut Jad Waszem uhonorował Feliksa Cywińskiego medalem „Sprawiedliwy wśród Narodów Świata”.